# Samastipur (Distrikt)
Der Distrikt Samastipur (Hindi समस्तीपुर जिला, Urdu سمستی پور ضلع) ist ein Distrikt im indischen Bundesstaat Bihar. Sitz der Verwaltung ist die Stadt Samastipur.

## Geographie und Klima

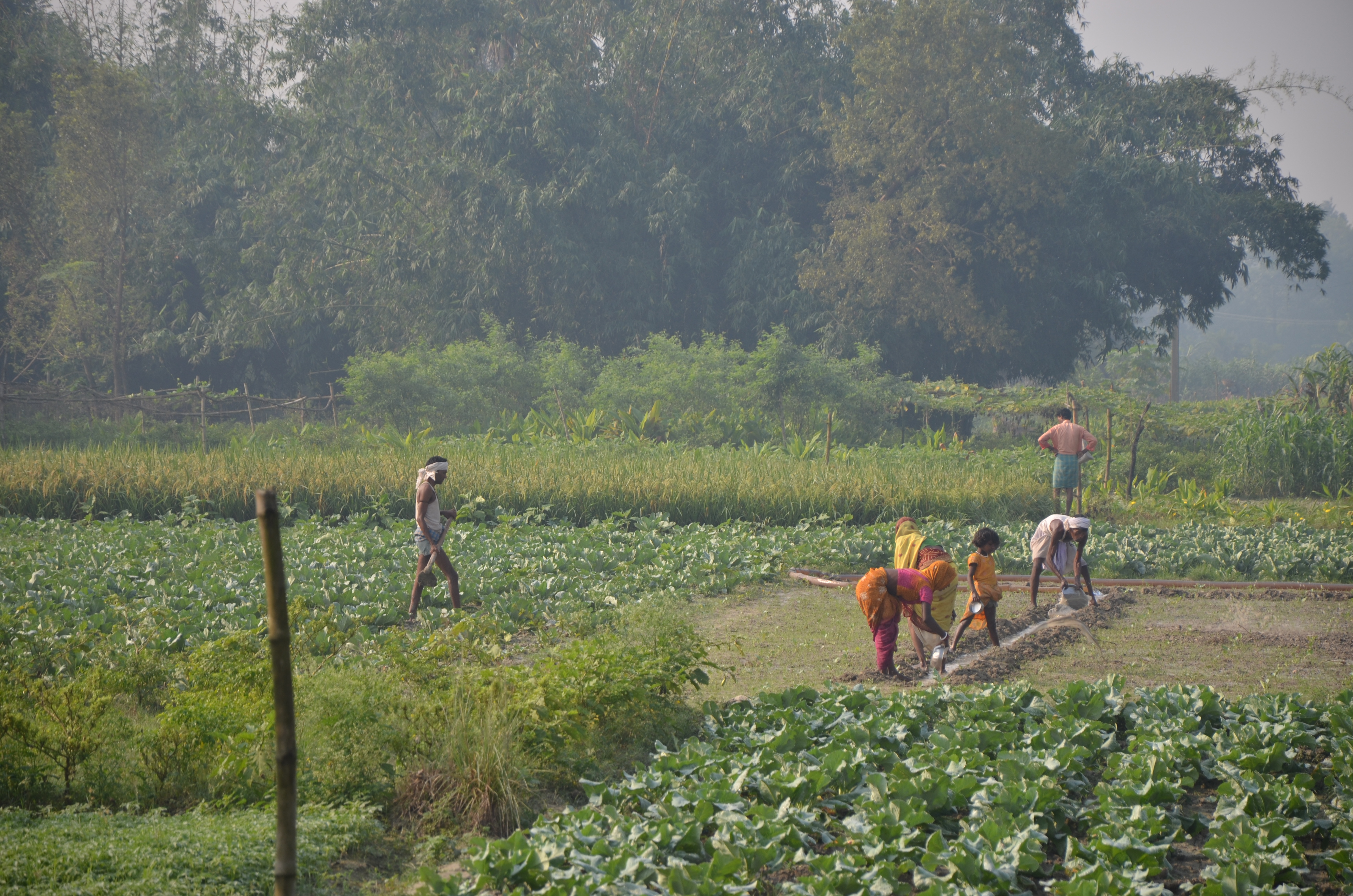
Feldarbeit in Samastipur

Der Distrikt liegt zentral in Bihar in der nördlichen Gangestiefebene. Das Distriktgebiet wird abschnittsweise über einige Kilometer von Flussläufen begrenzt: im Südwesten vom Ganges, im Nordosten vom Bagmati und im Süden vom Burhi Gandak. Topographisch bildet der Distrikt überwiegend eine flache Schwemmebene. Die angrenzenden Distrikte sind Darbhanga im Norden, Muzaffarpur und Vaishali im Westen, Patna und Begusarai im Süden, sowie Khagaria im Südosten.
Das Ortsklima entspricht einem subtropischen Monsunklima. Die Wintersaison beginnt im November und dauert bis Februar. Der Januar ist der kälteste Monat mit einer mittleren Tagestemperatur von 7–10 °C und einer mittleren Tageshöchsttemperatur von 20–25 °C. Die Sommersaison beginnt im März und dauert bis Juni. Sie ist durch einen allmählichen Temperaturanstieg, gelegentliche Gewitterstürme und starke Westwinde (Luh) gekennzeichnet. Die Höchsttemperaturen variieren zwischen 21,2 °C und 36,5 °C. Auf die Sommersaison folgt die Monsunzeit, die bis September andauert und durch bewölktes Wetter, hohe Luftfeuchtigkeit und häufige Regenfälle gekennzeichnet ist. Der größte Teil des Jahresniederschlags von durchschnittlich 1142 mm fällt in den Monsunmonaten von Juni bis September. Der Oktober ist eine Übergangszeit. Die Niederschläge nehmen im Allgemeinen von Südwesten nach Nordosten zu.

## Geschichte
Samastipur war bis zum 14. November 1972, als es zu einem eigenen Distrikt wurde, ein Teil des Distrikts Darbhanga und teilte dessen Geschichte.

## Bevölkerung
Die Einwohnerzahl lag bei der Volkszählung 2011 bei 4.261.566. Die Bevölkerungswachstumsrate im Zeitraum von 2001 bis 2011 war mit 25,53 % sehr hoch. Samastipur hatte ein Geschlechterverhältnis von 911 Frauen pro 1000 Männer und damit einen deutlichen Männerüberschuss. Der Distrikt wies eine Alphabetisierungsrate von 61,86 % im Jahr 2011 auf, was einer Steigerung um knapp 16 Prozentpunkte gegenüber dem Jahr 2001 entsprach. Die Alphabetisierung lag damit etwa im Durchschnitt Bihars (61,8 %), aber deutlich unter dem nationalen Durchschnitt (74,0 %). 89,2 % der Bevölkerung waren Hindus und 10,6 % Muslime.
Lediglich 3,5 % der Bevölkerung lebten 2011 in Städten.

## Wirtschaft
Mehr als die Hälfte der arbeitenden Bevölkerung ist in der Landwirtschaft beschäftigt. Angebaut werden vorwiegend Reis, Mais, Weizen, Hülsenfrüchte, Ölsaaten, Tabak, Zuckerrohr, Gewürze und Gemüse. An Früchten werden Litschis und Mangos kultiviert.